# 보스니아 헤르체고비나 요리

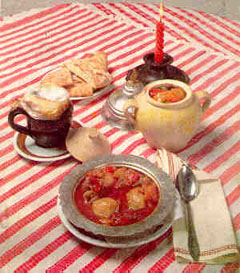
보산스키 로나츠

보스니아 헤르체고비나 요리(Bosnia Herzegovina 料理, 보스니아어·크로아티아어·세르비아어: bosanska kuhinja 보산스카 쿠히냐)는 동남유럽 발칸반도에 있는 보스니아 헤르체고비나의 요리이다. 향신료를 많이 쓰는 편이지만 대체로 소식을 즐겨서 내오는 음식의 양이 적다. 물을 많이 넣어서 만드는데 소스는 대개 화학조미료를 제외하고 채소 녹즙이나 채소를 많이 섭취한다. 토마토, 감자, 양파, 마늘, 후추, 오이, 당근, 양배추, 버섯, 말린 콩, 시금치, 우유, 자두 등이 자주 쓰이는 식재료이다. 서부 유럽과 동부 유럽이 만나는 국가로 여겨지고 구 오스만 제국의 영향 때문에 터키, 그리스, 지중해식 식단을 두루두루 포함하는 형태를 띤다. 하지만 수 년간 오스트리아의 영향력 하에 있었기 때문에 서유럽식 요리가 이때 상당부분 유입됐다. 
대개는 쇠고기나 양고기를 많이 쓴다. 많은 경우에는 가톨릭 신자들이 돼지고기를 소비하기도 한다. 포도가 잘 자라는 환경이기 때문에 포도주가 상당히 많이 소비되며 자두나 사과를 술로 만든 라키야가 보스니아에서 생산된다. 특별한 요리로는 체바피, 뵈레크, 돌마, 사르마 등이 있다.

## 사진

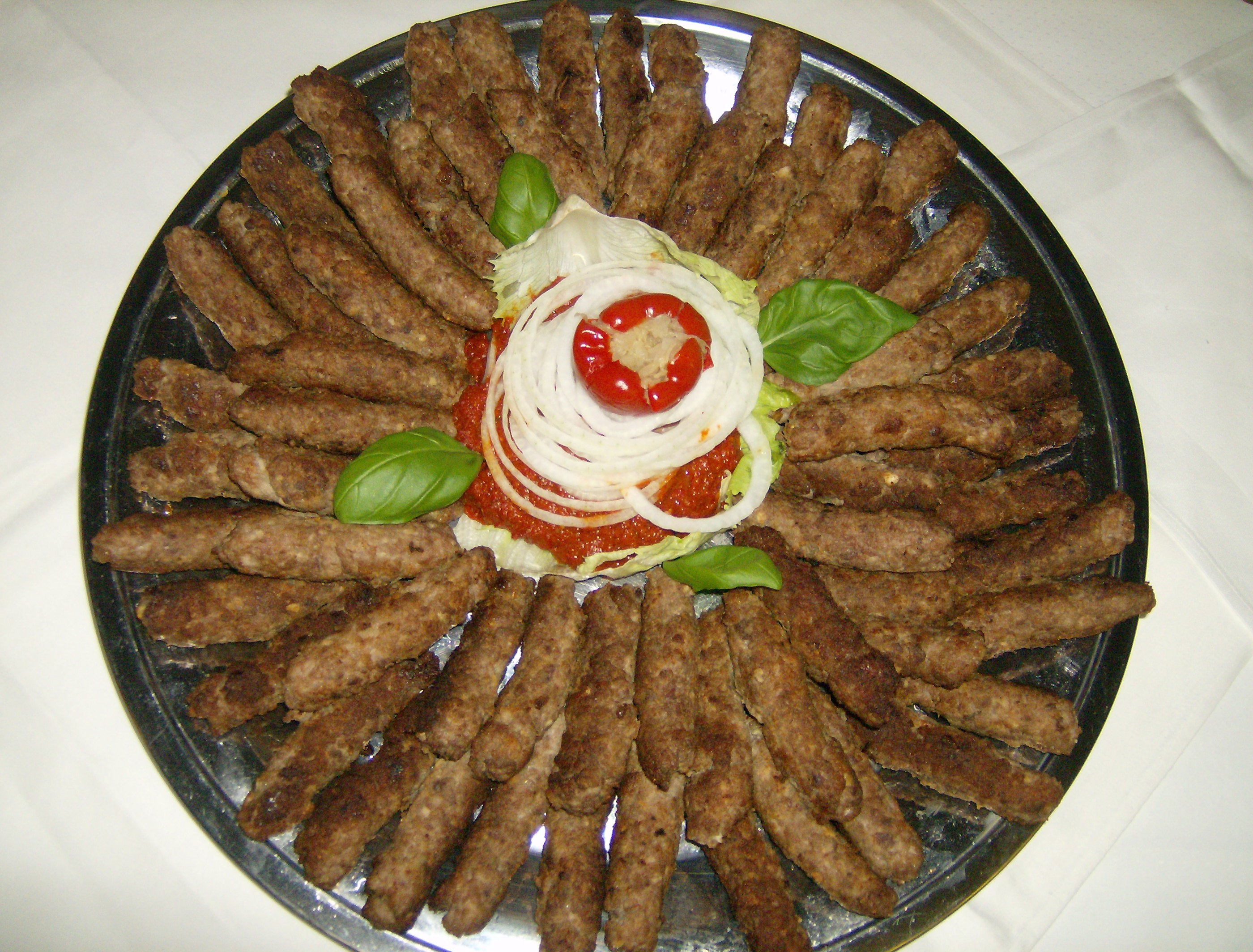
체바피, 오스만 제국에서 들여온 양고기 요리
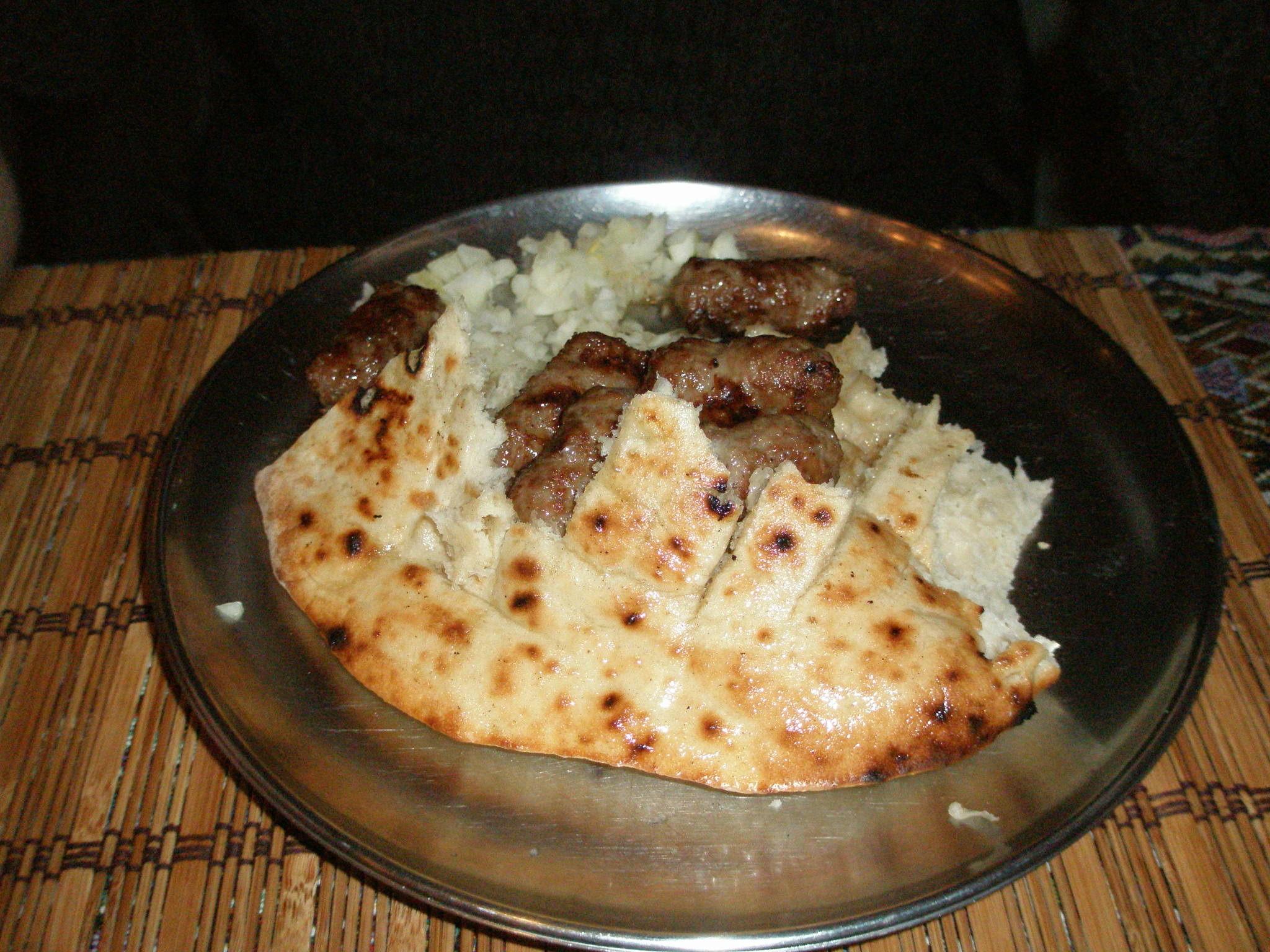
체바피와 납작한 빵
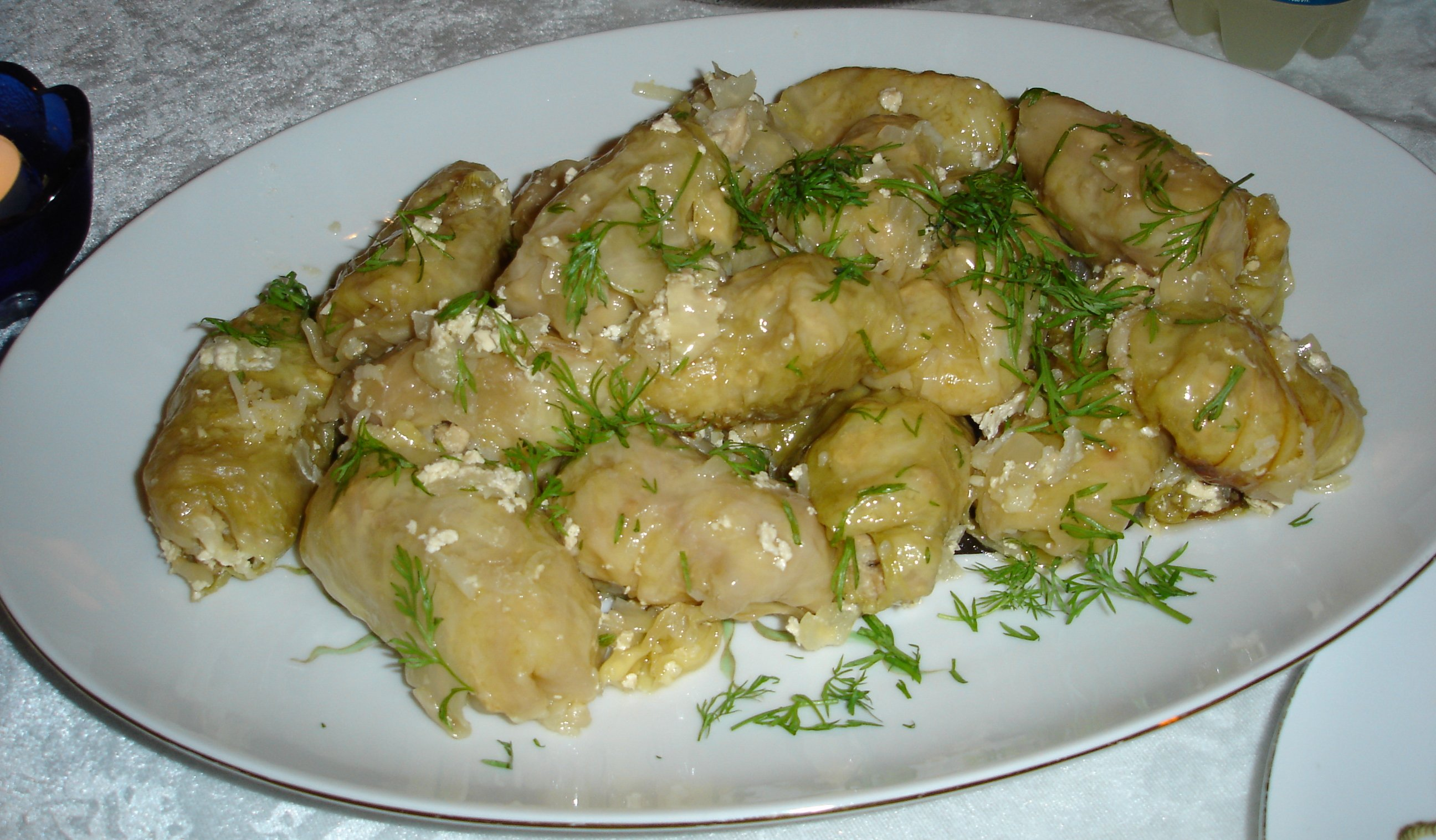
사르마 (양배추 말이)
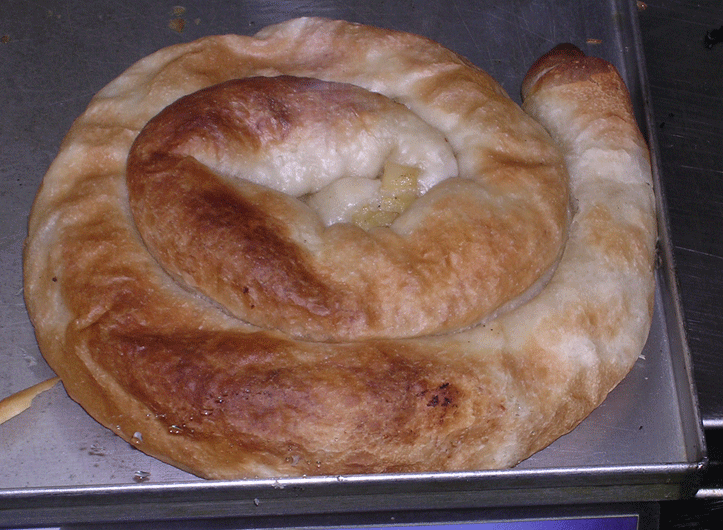
뵈레크 (고기가 있는 페이스트리) 말이
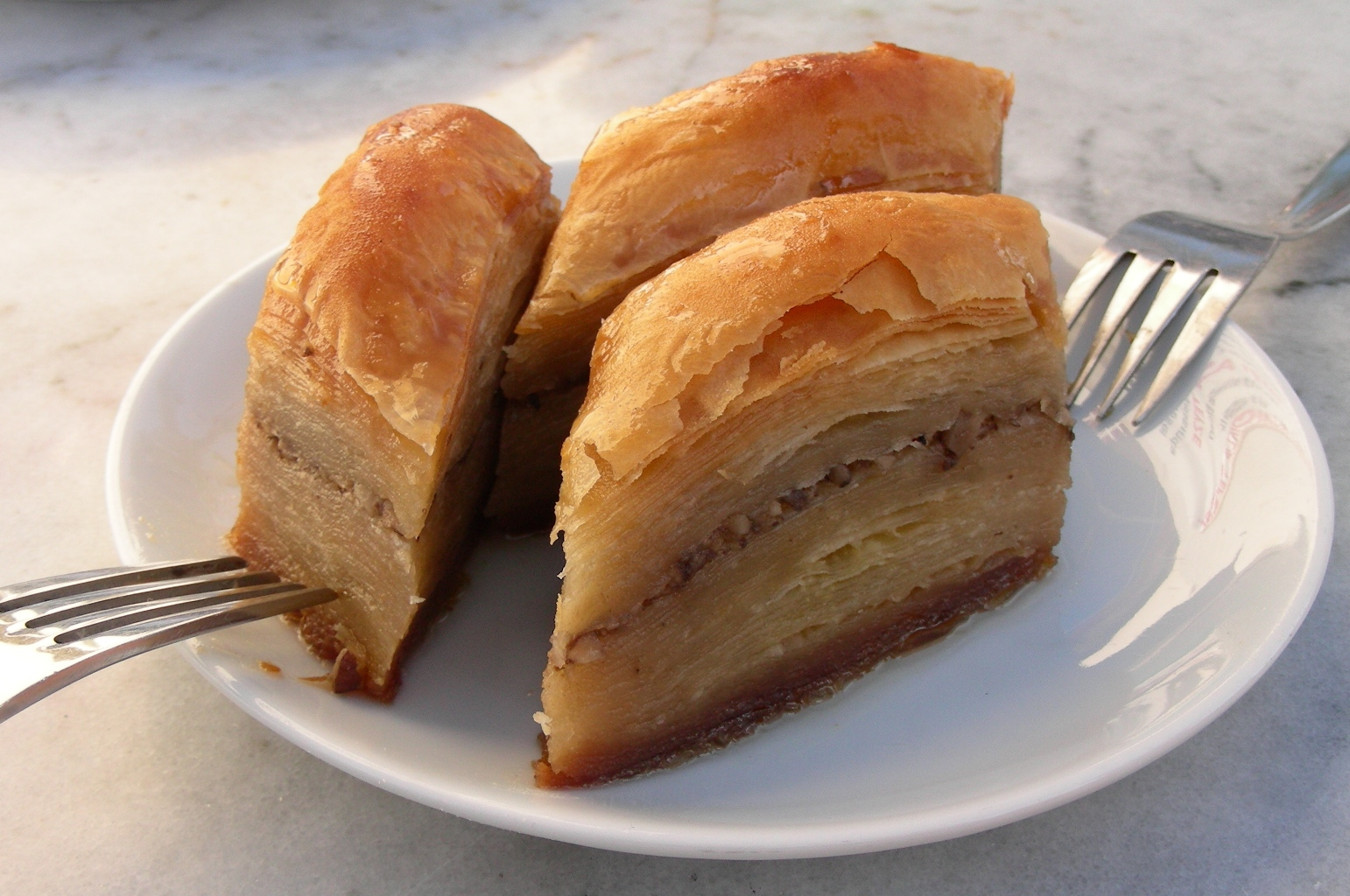
바클라와
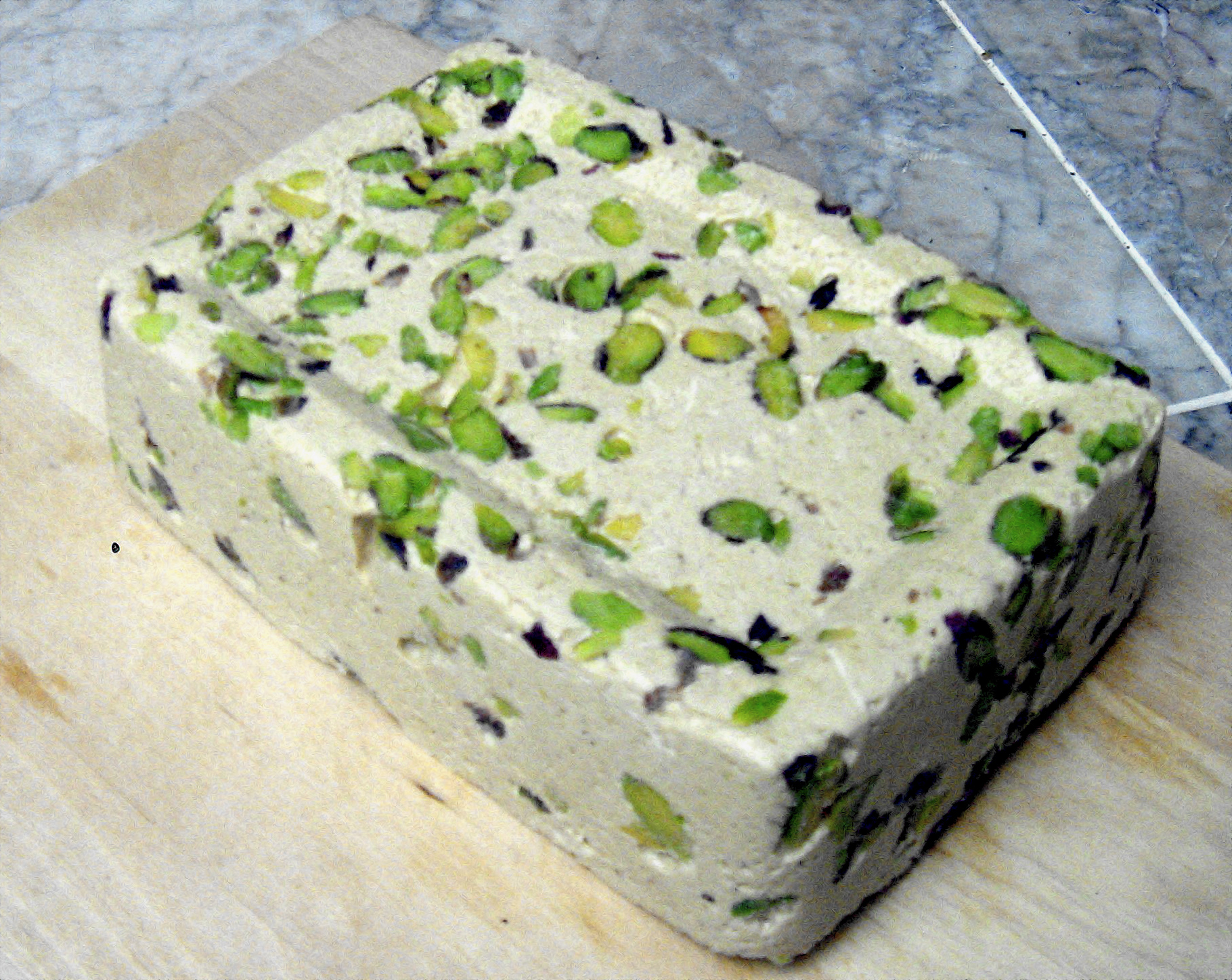
피스타치오와 타히니가 들어있는 할와
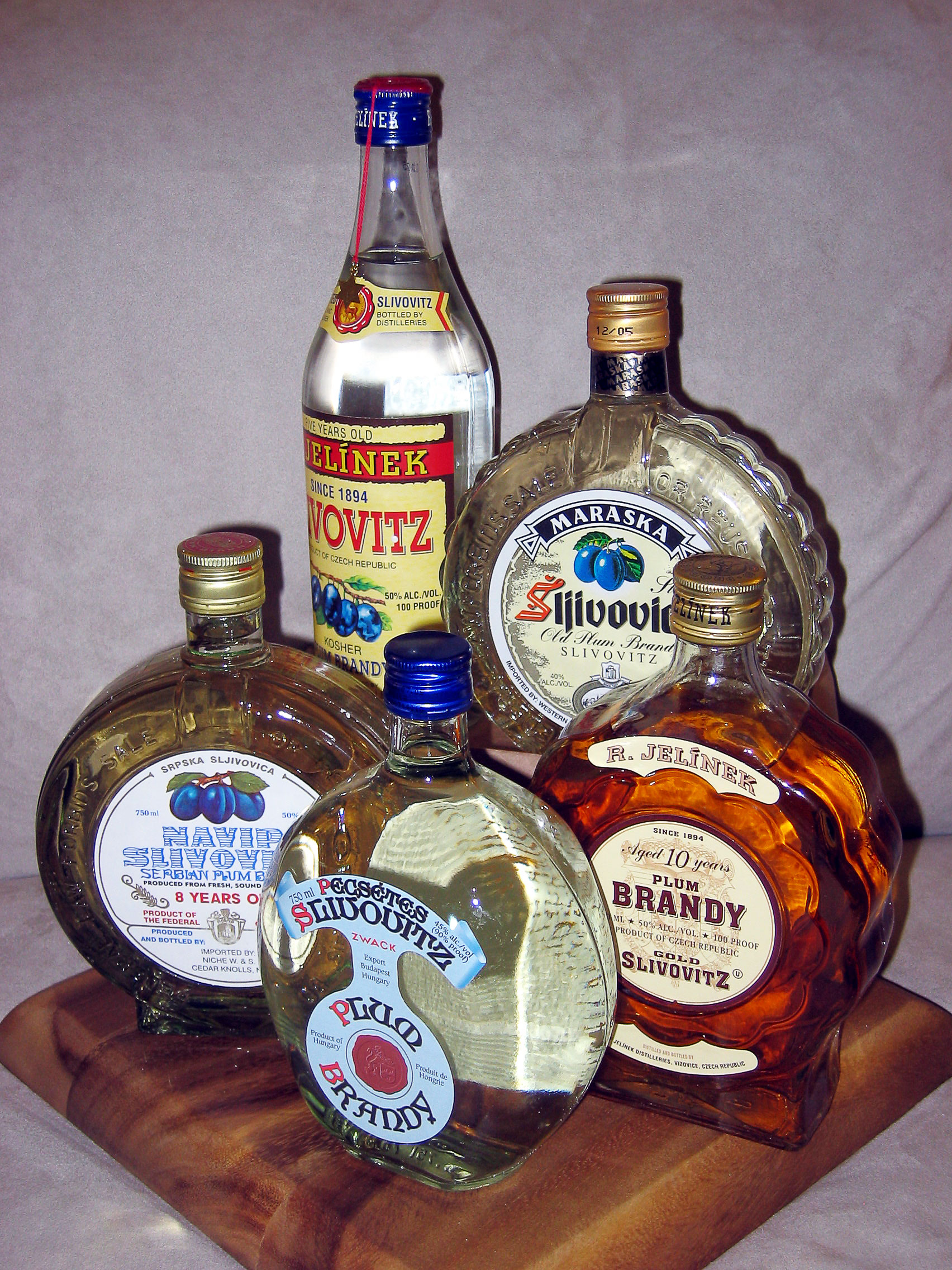
자두로 만든 슈리보비차 증류주

## 같이 보기
- 슬라브 요리
- 유럽 요리
- 지중해 요리